# 8399 Wakamatsu
8399 Wakamatsu este un asteroid din centura principală de asteroizi.

## Descriere
8399 Wakamatsu este un asteroid din centura principală de asteroizi. A fost descoperit pe 2 ianuarie 1994 la Ōizumi de Takao Kobayashi. El prezintă o orbită caracterizată de o semiaxă mare de 2,43 ua, o excentricitate de 0,12 și o înclinație de 1,2° în raport cu ecliptica.